# 210.
210. je drugo desetletje v 3. stoletju med letoma 210 in 219. 